# Lamine Ouahab
Lamine Ouahab (Hussein-Dey, 22 de Dezembro de 1984) é um tenista profissional argelino naturalizado marroquino. Seu melhor ranqueamento em simples é de N. 114, em duplas 122 na ATP, era o principal nome da Equipe Argelina de Copa Davis.

## Simples Títulos
| Legenda (Simples)      |
| Grand Slam (0)         |
| Tennis Masters Cup (0) |
| ATP Masters Series (0) |
| ATP Tour (0)           |
| Challengers (3)        |
| Futures (17)           |

| N.  | Data             | Torneio     | Piso   | Oponente                    | Placar        |
| 1.  | 11 Maio 2003     | Sidi Fredj  | Saibro | Sasa Tuksar                 | 6–4, 6–2      |
| 2.  | 21 Dezembro 2003 | Kish Island | Saibro | Sebastian Fitz              | 6–4, 5–7, 6–1 |
| 3.  | 4 Abril 2004     | Syros       | Duro   | Pavel Šnobel                | 6–4, 6–4      |
| 4.  | 21 Maio 2005     | Agadir      | Saibro | Tres Davis                  | 6–1, 6–2      |
| 5.  | 28 Maio 2005     | Marrakech   | Saibro | Lukáš Lacko                 | 4–6, 6–3, 6–2 |
| 6.  | 4 Junho 2005     | Khemisset   | Saibro | Talal Ouahabi               | 7–6, 6–1      |
| 7.  | 9 Setembro 2005  | Argel       | Saibro | Filip Polášek               | 6–3, 6–0      |
| 8.  | 16 Setembro 2005 | Argel       | Saibro | Slimane Saoudi              | 6–4, 6–3      |
| 9.  | 22 Abril 2006    | Rabat       | Saibro | Frederico Gil               | 6–4, 6–3      |
| 10. | 7 Maio 2006      | Tunis       | Saibro | Younes El Aynaoui           | W/O           |
| 11. | 9 Julho 2006     | Montauban   | Saibro | Marc Gicquel                | 7–5, 3–6, 7–6 |
| 12. | 19 Maio 2007     | Argel       | Saibro | Reda El Amrani              | 6–4, 6–3      |
| 13. | 11 Outubro 2008  | Khemisset   | Saibro | Jan Mertl                   | 6–4, 6–4      |
| 14. | 18 Outubro 2008  | Casablanca  | Saibro | Jonathan Dasnières de Veigy | 6–4, 6–3      |
| 15. | 31 Janeiro 2009  | Casablanca  | Saibro | Éric Prodon                 | 6–3, 6–1      |
| 16. | 7 Fevereiro 2009 | Rabat       | Saibro | Éric Prodon                 | 7–5, 7–5      |
| 17. | 1 Fevereiro 2010 | Rabat       | Saibro | Laurent Rochette            | 6–3, 6–3      |
| 18. | 28 Maio 2012     | Rabat       | Saibro | Yannik Reuter               | 6–2, 6–3      |
| 19. | 4 Junho 2012     | Casablanca  | Saibro | Mehdi Ziadi                 | 6–0, 6–2      |
| 20. | 17 Janeiro 2015  | Casablanca  | Saibro | Javier Martí                | 6–0, 7–6      |